# エイチームブライズ
株式会社エイチームブライズ（英称：Ateam Brides Inc.）は、かつて存在した日本の企業。結婚式場紹介サービス『Hanayume（ハナユメ）』、結婚式場予約サイト『HIMARI（ヒマリ）』等の結婚式に関連したブライダル事業の運営を行っていた。本社は名古屋市中村区。株式会社エイチームの子会社であった。2022年2月に、株式会社エイチーム引越し侍（現・株式会社エイチームライフデザイン）に吸収合併された。

## 概要
株式会社エイチームブライズは、2013年2月22日に親会社である株式会社エイチームからブライダル関連事業を分離させ、株式会社A.T.bridesとして独立分社化。
その後、2016年12月1日に、株式会社エイチームブライズへと社名を変更した。その後、2022年2月に、株式会社エイチーム引越し侍（現・株式会社エイチームライフデザイン）に吸収合併された。
「一組でも多くのカップルに“理想の結婚式”のきっかけを」のサービスミッションのもと、結婚式場紹介サービス「Hanayume（ハナユメ）」、結婚式場予約サイト「HIMARI（ヒマリ）」のほかブライダル・ウエディング関連サービスを提供していた。

## 沿革
- 2008年（平成20年）
  - 10月
    - 株式会社エイチームにおいて、結婚式場の検索・予約・情報サイト「すぐ婚navi」サービスを開始
- 2013年（平成25年）
  - 2月
    - 株式会社エイチームよりブライダル事業を分離し、100%子会社の株式会社A.T.brides（現エイチームブライズ）を設立

  - 8月
    - 「すぐ婚navi」CMキャラクターにデヴィ夫人を起用
- 2014年（平成26年）
  - 9月
    - 「すぐ婚navi」イメージキャラクターに斎藤工を起用[1]
- 2015年（平成27年）
  - 12月
    - 本社を大名古屋ビルヂングに移転
- 2016年（平成28年）
  - 11月
    - 「すぐ婚navi」を「Hanayume（ハナユメ)」へサービス名称変更[2]

  - 12月
    - 社名を「株式会社A.T.brides」から「株式会社エイチームブライズ」に変更
    - 「Hanayume（ハナユメ）」イメージキャラクターにローラを起用
- 2017年（平成29年）
  - 10月
    - オリコン日本顧客満足度ランキング『結婚式場相談カウンター』で第1位を獲得[3]
- 2018年（平成30年）
  - 8月
    - オリコン顧客満足度『結婚式場相談カウンター』の第1位を2年連続で獲得[4]
- 2019年（平成31年）
  - 3月
    - 結婚式場予約サイト「HIMARI（ヒマリ）」サービス開始[5]
- 2021年（令和3年）
  - 1月
    - 「HIMARI（ヒマリ）」のサービス終了
- 2022年（令和4年）
  - 2月
    - グループ会社である株式会社エイチーム引越し侍（現・株式会社エイチームライフデザイン）に吸収合併

## 店舗
2022年5月現在、「Hanayume（ハナユメ）」は、日本全国に11店舗（うち、オンライン店舗1）を展開している。

### 関東
- 銀座店
- 新宿駅前店
- 横浜店

### 東海
- 名駅ミッドランドスクエア店

### 関西
- ヨドバシ梅田店
- 心斎橋店
- 神戸三宮店
- 京都店

### 九州
- 博多マルイ店

### その他
- Zoomを用いたオンラインサービス

## 主なサービス
- 結婚式場検索サイト『Hanayume（ハナユメ）』
- 結婚式場予約サイト『HIMARI（ ヒマリ ）』
- 全国のフォトウエディング・前撮り予約サイト『ハナユメフォト』
- ウエディングイベント『ブライダルフェスタ』